# A Night Out
A Night Out (Charlot trasnochador, Charlot va de juerga o Charlot se va de juerga) es un cortometraje estadounidense con guion, dirección y actuación de Charles Chaplin. Fue estrenado el 15 de febrero de 1915.
Fue la primera película de Edna Purviance con Chaplin. También fue la primera película de este rodada para los Estudios Essanay en Niles, de California; la anterior se había rodado en Chicago. 

## Sinopsis
Charlot y Ben han bebido de más, y cuando van al restaurante tienen un conflicto con un dandi francés y su amiga, por lo que el jefe de camareros los expulsa. Van a su hotel y Charlot se interesa por una joven atractiva y ocasiona un nuevo conflicto: esta vez con el botones. 
Charlot cambia de hotel y va a parar al mismo en el cual se aloja el jefe de camareros y su esposa. Un perro de ésta se escapa y al seguirlo la mujer termina en la misma habitación con Charlot, donde son sorprendidos por el jefe de camareros provocando el disloque final.

## Reparto
- Charles Chaplin - Ebrio
- Ben Turpin - Compañero del ebrio
- Bud Jamison - Jefe de camareros

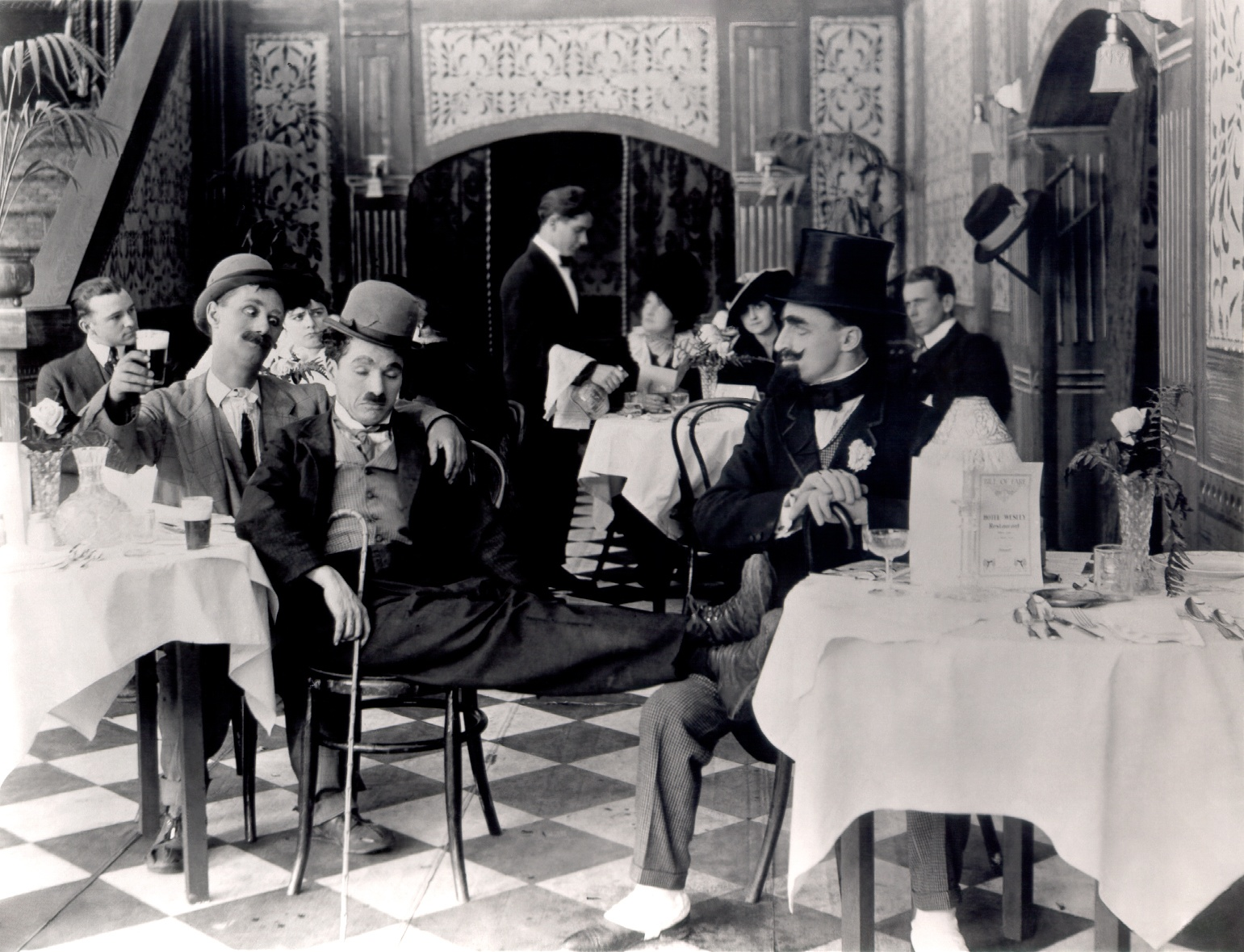
Ben Turpin, Chaplin y Leo White.

- Edna Purviance - Esposa del jefe de camareros
- Leo White - Dandi francés/Recepcionista
- Fred Goodwins (1891 – 1923): portero del hotel

## Crítica
La mayor parte del tiempo Charlot está bebiendo y cortejando a la mujer. La película, con su tema de comedia de enredos conyugales, no es muy diferente de las anteriores rodadas para Keystone. Hay que hacer mención del empleo que hace Chaplin del recurso de la transposición cómica, esto es la utilización de un objeto de manera distinta de su uso normal, como cuando acuesta el bastón en la cama y cuando se limpia los zapatos con pasta dentífrica.